# Nouhoum Kobéna
Nouhoum Kobéna (ur. 5 stycznia 1985 w Parakou) – piłkarz beniński grający na pozycji pomocnika.

## Kariera klubowa
Karierę piłkarską Kobéna rozpoczął w klubie Energie Sports FC. W 2004 roku zadebiutował w jego barwach w pierwszej lidze benińskiej. W 2005 roku odszedł do malijskiego AS Bamako. W debiutanckim sezonie zdobył z nim Puchar Mali. W 2008 roku Benińczyk odszedł z AS Bamako do Djoliby AC Bamako i w 2009 roku został z nim mistrzem Mali.
W połowie 2009 roku Kobéna podpisał kontrakt z libijskim Al-Madina Trypolis. W 2012 roku przeszedł do fińskiego KTP, grającego w trzeciej lidze. W 2013 roku awansował wraz z nim do drugiej ligi. Po sezonie 2014 odszedł z klubu.

## Kariera reprezentacyjna
W reprezentacji Beninu Kobéna zadebiutował w 2006 roku. W 2010 roku został powołany do kadry na Puchar Narodów Afryki 2010. Tam rozegrał 2 spotkania: z Mozambikiem (2:2) i z Nigerią (0:1).